# 中华全国基督教协进会
中华全国基督教协进会（National Christian Council of China），是中华民国大陆时期中国基督教新教部分宗派教会和跨宗派性基督教团体共同设立的协作机构。

## 沿革
中华全国基督教协进会的前身是成立于民国2年（1913年）的“中华续行委办会”。1913年，美国人穆德到上海主持召开了第一次基督教全国大会，以便贯彻1910年英国爱丁堡会议之精神，推动在中国的160多个差会合一，在中国开展传教，各宗派及教会团体代表120人出席了此次大会。会议商议成立全国性的协作机构，乃决议先组成中华续行委办会筹备此事。中华续行委办会由中、西委员共51人组成，同时决定每年召开一次常委会，开展对中国各地教会情况的调查及统计，包括福音传播、教会的医药、教育、文字出版、神学教育等方面。
民国11年（1922年）5月2日至11日，第二次基督教全国大会在上海市政厅召开，会议决定结束中华续行委办会，正式成立“中华全国基督教协进会”，大会选举中华基督教青年会全国协会总干事余日章为中华全国基督教协进会会长，上海监理会牧师江长川、山东浸会传教士巴慕德为副会长，诚静怡为总干事。中华全国基督教协进会会址设上海，任务是联络全国各教会，开展中华归主运动，出版《中华归主》月刊，民国30年（1941年）后出版《协进》月刊。
参加中华全国基督教协进会作为会员的共有16个公会及6个教会团体，分别为：基督会、监理会、自立会、浸礼会、崇真会、中华基督教会、中华圣公会、华北公理会、礼贤会、美以美会、浸信会、中华行道会、行道会、循道公会、遵道会、友爱会，以及中华基督教教育会、中华国内布道会、广学会、中华圣经会、中华基督教青年会全国协会、中华基督教女青年会全国协会。1926年，內地會退出了曾參與四年的中華全國基督教協進會。
中华全国基督教协进会内部机构屡次调整，先后设有：基督教教育委员会、宗教教育委员会、三年奋进运动委员会、基督化家庭委员会、影音教育委员会、基督教工业服务委员会、基督教医事委员会、教会妇女工作委员会、基督教广播委员会、国立大学学生布道委员会、教会生活与事工委员会、基督教文字事业委员会、教会与人群福利委员会、协进大楼管理委员会等等。
协进大楼，原称教会大厦，民国14年（1925年）竣工，位于上海圆明园路23号（今169号）。该大楼的地基是长老会使用出售北京路美华书馆之款购赠，建筑费用源自美国长老会都嘉博士兄妹及洛克菲勒基金委员会，捐款共27万元。该大楼共有6层，中华全国基督教协进会使用其中的第3层。
中华全国基督教协进会的日常工作有：布道事工、教会妇女事工、农村教会事工，出版福音读物、圣教书报，组织基督化家庭，推动识字运动、拒毒运动、废娼运动等等。
中华全国基督教协进会的主要工作之一是提倡本色化教会，倡导中国信徒承担经济责任以便达到自养，以中国信徒自主的精神达到自治的目的，以便提高灵性生活，开展传道，达到自传。但实际上，该协进会成立之后，在华传教的实权及经济收入仍掌握在各差会手里。
1934年，誠靜宜辭任總幹事。1936年7月，陳文淵就任第二任總幹事。1941年，陳因獲選為衞理公會會督而短暫辭任，後因太平洋戰爭發生而以義務身分復回原職至1946年底。
抗日战争时期，中华全国基督教协进会成立了战时救济委员会，从事难童及难民救济、伤兵服务、欧洲难民救济等项工作。民国30年（1941年）12月太平洋战争爆发后，中华全国基督教协进会内迁至四川成都，仍克服困难开展宗教教育、医药服务、文字出版、学生救济等项工作。（一说1938年迁往成都）1946年7月，该会迁回上海。
1936年，吴贻芳代表中华全国基督教协进会参加了在英国伦敦举行的世界宣教大会。1938年12月，吴贻芳代表中华全国基督教协进会参加了在印度马德拉斯举行的国际基督教协进会。
中华人民共和国建立初期，部分中国教会领袖希望外国差会同意他们掌管“政策的决定与经济的管理权”，同时愿继续与外国差会保持联系并获得赞助，不完全赞同吴耀宗等人发表的《中国基督教在新中国建设中努力的途径》中的措辞。
此后经过政府的协商及争取，1950年10月18日至25日，在上海召开第十四届年会。本届年会不再邀请外籍代表参加，年会主题为讨论中国基督教在新中国建设中努力的途径》这一三自革新宣言。與會的中国教会领袖一致拥护三自革新宣言。
随着朝鲜战争爆发，1950年底，中华人民共和国与美国相继宣布冻结对方在本国的财产，这令原本依赖美国资金的教会和机构随即陷入财政危机。1951年初，教育、医疗等机构纷纷由人民政府接办，外国传教士开始大批撤离中国大陆。
1951年4月16日至21日，政务院文教委员会宗教事务处在北京召开「处理接受美国津贴的基督教团体会议」，出席会议的代表共154人，来自31个基督教宗派和26个基督教团体。政务院文教委员会副主任陆定一在开幕式上的讲话称：“处理接受美国津贴的基督教团体，这决不是一个技术性的问题，这是一个斗争。斗争的目的是彻底肃清一百多年来美帝国主义对我国的文化侵略的影响。”他还在讲话中特别点出了「中华全国基督教协进会」，指责该会是由英美帝国主义控制的机关。
随后，1951年4月30日，中华全国基督教协进会会长吴高梓召集临时会议，传达北京会议的精神，最终决定开展控诉。中华全国基督教协进会随即投入筹备，前后共召开16次全体会议，由主要同工吴高梓、潘玉槑等8人组成「控诉小组」进行领导，并将全体同工分为两组，分别召开4次会议搜集控诉材料。1951年5月下旬，中华全国基督教协进会被定为控诉重点，三自筹委会决定派出一个「骨干小组」，由吴耀宗亲自挂帅，专门负责控诉事宜，中华全国基督教协进会原控诉小组仅有吴高梓、林永俣二人被吸收入骨干小组。此外，骨干小组还邀请了华东宗教处的干部加入。
在官方直接介入之下，1951年6月1日，中华全国基督教协进会在上海慕尔堂正式召开控诉大会，参加者除了中华全国基督教协进会全体员工外，还有上海教会及基督教机构、团体的代表共计1200余人。进行控诉发言的有：中华全国基督教协进会协进会会长吴高梓、副会长崔宪详、执行委员陈见真、干事林永俣、前中华全国基督教协进会会务委员会主席缪秋笙共5人。
六一控诉大会后不久，吴耀宗任总干事的中华基督教出版协会以“肃清帝国主义影响、推进三自运动”之名，对基督教书刊提出了10点审查标准，号召各个基督教出版机关审查出版物。从1951年8月起，中华全国基督教协进会对1946年至1950年间该会出版的书刊进行了分类审查。
1954年8月，中国基督教三自爱国运动委员会正式成立后，作为差会协调机构的中华全国基督教协进会于1958年停止活动。（一说1955年已经结束）

## 历届年会
- 第一届年会：1923年召开。余日章继续当选会长，诚静怡是四位中西干事之一。[17]
- 第二届年会：1924年7月召开。1924年7月31日，趙紫宸在第二屆年會上發表了《本色教會的商榷》。[18]
- 第三届年会：1925年召开。
- 第四届年会：1926年10月召开。[19]
- 第五届年会：1927年召开。
- 第六届年会：1928年召开。
- 第七届年会：1929年在杭州之江大学召开。会议发起“五年奋进布道活动”。[20]
- 第八届年会：1931年4月10日至18日在杭州广济医院召开。[21]
- 第九届年会：1933年5月召开。1933年5月9日，中华全国基督教协进会第九届年会发表了一份《致国内基督徒书》，其中提到日本近来对中国的侵略，又说“我们觉得困难的构成，内乱实为其主要的因素”，“我们基督徒对于困难的酿成及延长，也不得辞其咎”。[22]
- 第十届年会：1935年召开。吴贻芳当选中华全国基督教协进会副主席[6]（一说当选执行委员会主席[23]），直至1947年辞职[24]。
- 第十一届年会：1937年5月在上海召开。1937年5月6日，宋美齡到會盛讚基督教會與新生活運動合作取得的成績。宋美齡提到：“促進新生活運動的目的及工作，最重要的一點是由人民群眾自發地生長，而不使此一運動成為一個政治機構，附屬於政府。”[5][25]
- 第十二届年会：1946年12月在上海召开，为期8天。共有127位代表及嘉宾出席年会。年会提出在全中国开展“三年奋进运动”，目标为：“第一是奋进信徒个人的归主运动，第二奋进主的教会复兴运动，第三奋进全国的中华归主运动。”[5]
- 第十三届年会：1948年11月1日至9日在上海召开。为西方传教士撤退作了全面的准备。[26]
- 第十四届年会：1950年10月18日至25日在上海召开。本届年会不再邀请外籍代表参加，年会主题为讨论《中国基督教在新中国建设中努力的途径》这一三自革新宣言。中国教会领袖一致拥护三自革新宣言。年会选举吴高梓任会长，崔宪详、吴贻芳、吴耀宗为副会长。[1]

## 历届领导

### 历届会长
- 第一届：余日章
- 第二届：余日章
- 第三届：余日章
- 第四届：余日章
- 第五届：余日章
- 第六届：鲍哲庆
- 第七届：郑和甫
- 第八届：王治平
- 第九届：罗运炎
- 第十届：吴贻芳
- 第十一届：吴贻芳
- 第十二届：吴贻芳
- 第十三届：鲍哲庆
- 第十四届：吴高梓[1]

### 历届总干事
自该会成立后，诚静怡、陈文渊、吴高梓等人曾任总干事。